# Квотербек

Пример позиции квотербека (QB) в атакующем построении команды.

Квотербек (англ. Quarterback), QB — позиция игрока нападения в американском и канадском футболе. В современном футболе он является лидером и ключевым игроком в атакующих построениях команды, задачей которого является продвижение мяча по полю. Позиция квотербека была введена в правила футбола в 1880 году, а близкий к современному вид получила в конце 1940-х годов, когда пасовая игра набирала популярность на фоне успешной игры «Чикаго Беарс» и «Кливленд Браунс».
По влиянию на игру, квотербека можно сравнить с разыгрывающим в баскетболе или стартовым питчером в бейсболе.
В Национальной футбольной лиге игроки этой позиции могут носить номера от 1 до 19.

## Общий обзор
Квотербек, как правило, располагается на поле позади центра и при розыгрыше получает мяч непосредственно от него. Этот процесс называется снэпом (англ. Snap). Он также объявляет команде какой розыгрыш будет разыгрываться в той или иной ситуации. Схема розыгрыша назначается тренером команды и передаётся квотербеку по радио (в НФЛ) либо с помощью условных сигналов (в школьном и студенческом футболе). Процесс назначения схемы игры называется плей-коллингом (англ. Play calling). Квотербек может изменить назначенный розыгрыш если видит, что защита соперника разгадала его, либо выбрать его сам когда команда играет быстрое нападение без хаддла (англ. Huddle, круг, в который собираются игроки команды для объявления розыгрыша).
Получив мяч, квотербек может передать мяч бегущему — сделать вкладку (англ. Handoff), побежать с мячом вперёд — скрэмбл (англ. Scramble), сделать несколько шагов назад и сделать пас на принимающего. Во время розыгрыша он работает в так называемом «конверте» (англ. Pocket), границы которого определяются расположением крайних игроков линии нападения — тэклов. Исключением является комбинация «квотербек сник» (англ. Quarterback sneak), когда команде необходимо пройти ярд или меньше. В таком случае квотербек получает мяч от центра и перепрыгивает через линейных нападения. При пасовых розыгрышах квотербек может вводить мяч в игру «из шотгана» (англ. Shotgun), когда он стоит в нескольких ярдах позади линии нападения и ловит отброшенный центром мяч. Игроки, которые могут пасовать и бежать с мячом сами, называются квотербеками двойной угрозы (англ. Dual-Threat Quarterback).
Некоторые команды используют запасного квотербека в качестве холдера (англ. Holder, игрок, который удерживает мяч при пробитии филд-гола), при обманном розыгрыше он может отдать пас вперёд. При построении «уайлдкэт» (англ. Wildcat) квотербек занимает позицию принимающего либо покидает поле, а мяч от центра принимает игрок другого амплуа. В случае необходимости квотербек может делать «спайк» (англ. Spike, бросок мяч на землю), целью которого является остановка игрового времени при отсутствии тайм-аутов, чтобы игроки нападения или спецкоманды успели занять свои места перед розыгрышем или пробитием филд-гола. По правилам такой бросок считается непринятым пасом и игровое время останавливается. Если команда ведёт в счёте, то квотербек может «сжигать» время, вставая с мячом на колено.
Основными характеристиками, важными для позиции квотербека, являются сила броска, способность понимать нюансы игры и «читать» действия защиты соперника, подвижность, умение освобождаться от мяча (англ. Release) и видение поля. Важными являются физические параметры игрока. В профессиональном футболе, как правило, играют квотербеки ростом от 185 см и выше. Высокий рост позволяет им видеть поле из-за спин линейных нападения.

## История
Позиция квотербека была введена в правила игры Уолтером Кэмпом в 1880 году. Игрок на этой позиции должен был принимать мяч от стоящего впереди центра, правилами ему запрещалось двигаться вперёд за линию схватки. После передачи мяча другому игроку, его задача состояла в блокировании игроков соперника. Игрок, располагавшийся дальше всех от линии схватки, назывался фуллбеком (англ. Fullback), стоящий между фуллбеком и линией — хавбеком (англ. Halfback). Квотербек располагался между хавбеком и линией схватки.

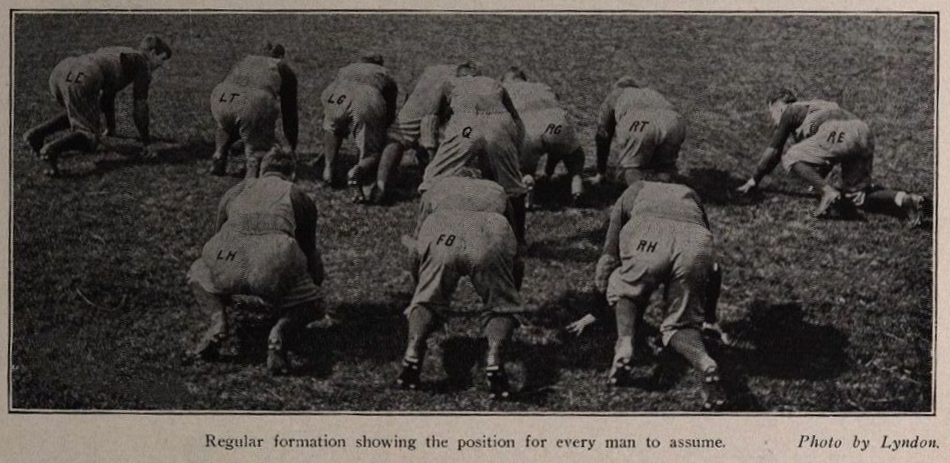
Игроки нападения в Т-формации. Фотография из книги Football for Player and Spectator, 1905 год.

Команды Лиги плюща использовали различные тактические построения. В Гарварде использовали семь линейных нападения, одного фуллбека и трёх хавбеков или квотербеков. В Йеле использовали Т-формацию с одним квотербеком, одним фуллбеком и двумя хавбеками по обе стороны от него. Это построение было популярным в профессиональном футболе в 1930-х годах.
В 1906 году в американском футболе был разрешён пас вперёд. До этого подавляющее большинство команд были ориентированы на выносное нападение. В канадском футболе это правило приняли в 1929 году. Распространённым видом расстановки игроков атаки в начале XX века была формация сингл-уинг (англ. Single Wing). При этом построении снэп от центра принимал тейлбек (англ. Tailback), который мог бежать с мячом, бить вперёд или отдать латеральный (боковой) пас. Квотербек должен был блокировать игроков соперника, чтобы помочь бегущим набрать ярды. Роль блокирующего он выполнял и в схеме Нотр-Дам Бокс (англ. Notre Dame Box), которая использовалась Эрлом Ламбо в 1920-х годах в «Грин-Бей Пэкерс».
Модернизировал Т-формацию главный тренер «Чикаго Беарс» Кларк Шонесси во второй половине 1930-х годов. В его схеме квотербек получал снэп от центра и либо делал вкладку бегущему, либо отдавал передачу вперёд ресиверу. Эту позицию в команде занимал Сид Лакмен. В финале сезона 1940 года «Чикаго» выиграли у «Вашингтона» со счётом 73:0. После этого построение начало набирать популярность и к 1948 году Т-формацию использовали почти все клубы НФЛ. В конце 1940-х годов главный тренер «Кливленд Браунс» Пол Браун для защиты своего квотербека Отто Грэма разработал построение, получившее название «конверта». Игра команды строилась на длинных передачах после дроп-бека (англ. Drop back, несколько шагов назад, которые делает квотербек перед пасом).
В течение следующих пятидесяти лет команды разрабатывали и использовали свои варианты Т-формации. Основной тенденцией развития нападения было использование всей ширины поля. У Винса Ломбарди пасовая игра была дополнением к выносам мяча бегущими. У него был небольшой плейбук (англ. Playbook, сборник схем розыгрышей), но каждая комбинация давала несколько возможностей в зависимости от реакции защиты соперника. Отличительной особенностью его команды были длинные передачи на розыгрышах третьих и четвёртых даунов, когда нужно было набрать небольшое количество ярдов и оппонент ожидал выноса мяча. Активно задействовали дальние пасы в «Сан-Диего Чарджерс» при Сиде Гиллмане во второй половине 1960-х годов. Приверженцем игры с использованием коротких пасов был Билл Уолш, три раза выводивший «Сан-Франциско» в Супербоул. Квотербеком его команды был Джо Монтана. Стиль «Сан-Франциско» получил название «Нападение Западного побережья» (англ. West Coast Offence). Его использует значительная часть команд НФЛ и студенческого чемпионата.